# Manuel Golmayo de la Torriente
Manuel Golmayo de la Torriente (L'Avana, 12 giugno 1883 – Madrid, 3 luglio 1973) è stato uno scacchista spagnolo di origine cubana.

## Biografia
Nacque in una nota famiglia di scacchisti: il padre Celso Golmayo Zúpide vinse il campionato di Cuba nel 1862; il fratello Celso Golmayo de la Torriente (1879-1924) vinse il campionato di Cuba nel 1897 a 18 anni, succedendo a suo padre.
Manuel Golmayo si trasferì da giovanissimo in Spagna e già nel 1902 vinse il suo primo Campionato spagnolo, all'età di 19 anni. Lo vinse altre cinque volte: nel 1912, 1919, 1921, 1927 e 1928. Nel campionato del 1929/30 si classificò pari primo con Ramón Rey Ardid, ma perse il match di spareggio.
Nel 1922 perse un mini-match a Madrid contro Aleksandr Alechin (+0 -1 =1).
Giocò per la Spagna in tre olimpiadi degli scacchi:
- nel 1927 in prima scacchiera alle olimpiadi di Londra (+2 -4 =9)
- nel 1930 in seconda scacchiera alle olimpiadi di Amburgo (+3 -4 =3)
- nel 1931 in prima scacchiera alle olimpiadi di Praga.

Partecipò a molti tornei spagnoli. Vinse a Madrid nel 1947 e a Linares nel 1951. Negli altri tornei si classificò quasi sempre attorno a metà classifica.
Nel 1951 ottenne dalla FIDE il titolo di Arbitro internazionale.
Una foto che lo ritrae mentre gioca a Madrid col re di Spagna Alfonso XIII è visibile qui.